# Landeskrankenhaus Rankweil

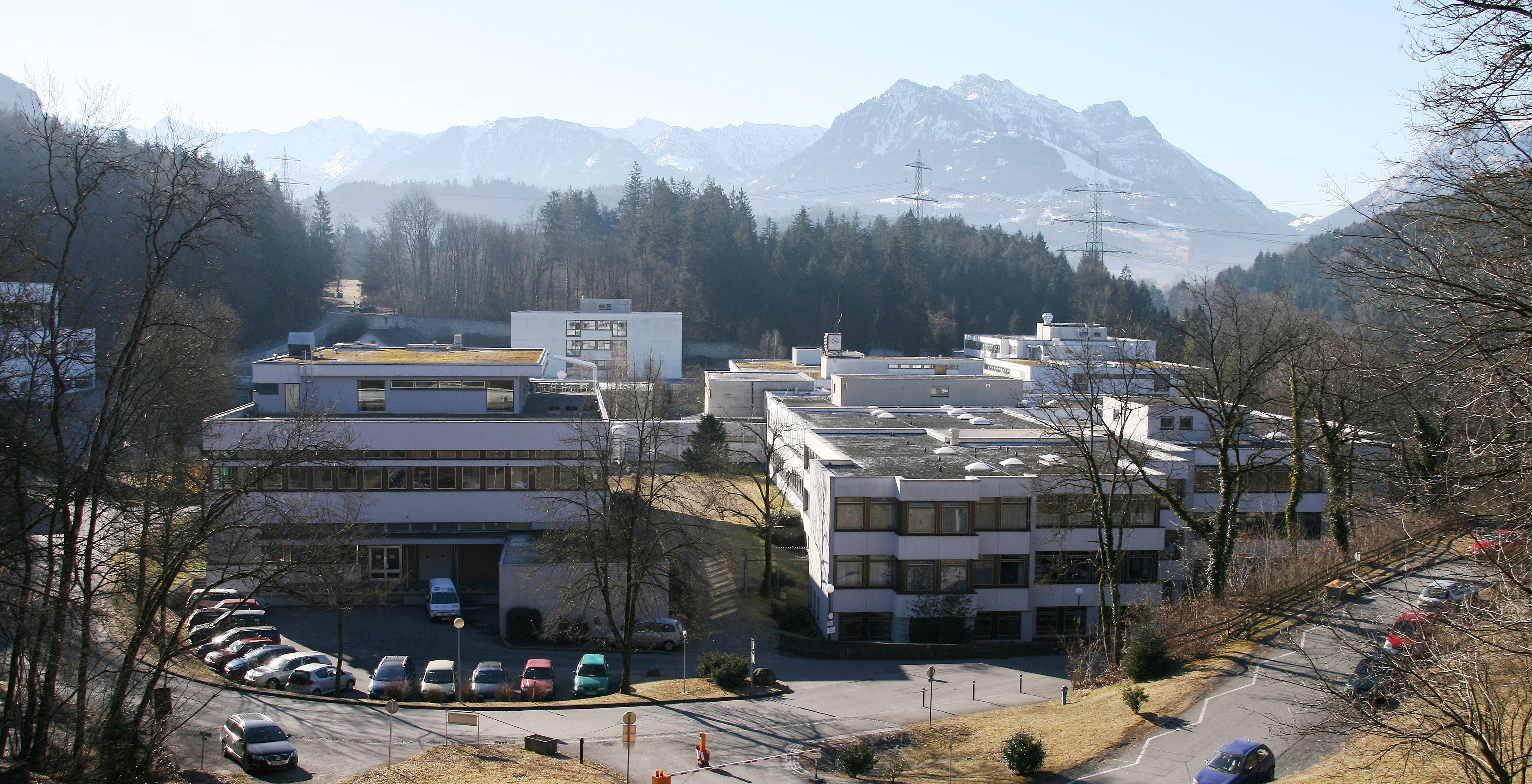
LKH Rankweil

Das Landeskrankenhaus Rankweil (umgangssprachlich Valduna) ist eines von fünf Landeskrankenhäusern in Vorarlberg und wird als Schwerpunktkrankenhaus für Psychiatrie und Neurologie geführt.

## Geschichte
1399 wurde im Südosten von Rankweil durch Ordensschwestern der Klarissinnen das Kloster Valduna gegründet. Im Zuge der Josephinischen Reformen wurde das Kloster 1782 aufgehoben. 26 Nonnen, 18 Chorfrauen und 8 Laienschwestern verloren ihr Zuhause. Kloster und Kirche wurden durch die Stadt abgebrochen.
Pfarrer Jochum gründete 1858 als private Institution die Wohltätigkeitsanstalt Valduna – zur Pflege geistig kranker Menschen. Die Anstalt wurde auf den Ruinen des Klosters 1862 neu errichtet. 1868 wurde diese von der öffentlichen Hand übernommen und als Landesirrenanstalt Valduna geführt. 1900 wurde der Psychiater Peter Paul Pfausler Direktor der Landesirrenanstalt und bezog als Agrarfachmann landwirtschaftliche Tätigkeiten in die Therapie ein.
Aus Kostengründen haben verschiedene Gemeinden aus der Schweiz, insbesondere aus dem Kanton Schwyz, im 20. Jahrhundert in der Wohltätigkeits- und Landesirrenanstalt untergebracht; die Kosten waren rund halb so hoch wie in der Schweiz. Zeitweise waren rund ein Drittel der Psychiatriepatienten aus der Schweiz.

### Zeit des Nationalsozialismus
Im Zuge des Anschlusses an Deutschland wurde 1938 die Landesirrenanstalt enteignet, Direktor Johann Müller entlassen und in die Gauanstalt Valduna umgewandelt. Unter der Leitung von Euthanasiearzt Josef Vonbun wurden 263 Patienten über die Zwischenanstalt Niedernhart in Linz in die NS-Tötungsanstalt Hartheim verbracht, und dort getötet.
Die erste Deportation deutscher, respektive deutsch-österreichischer Pfleglinge erfolgt am 10. Februar 1941, die zweite am 8. März, die dritte am 17. März, die vierte am 24. März, die fünfte und letzte am 13. Mai 1941. Eine andere Quelle nennt 330 ermordete Patienten, 262 davon in Hartheim vergast. So wurde die Anstalt – ganz im Sinne eines totalen Krieges – geleert und als Reserve-Lazarett genutzt.
Die Ermordung der Patienten erfolgte nach einem einheitlichen Muster: Entkleiden, Wäsche sortieren, ärztliche Besichtigung der Patienten, Abstempeln der zu Tötenden, Markierung jener, die Goldzähne tragen, Fotografieren, Gas einleiten durch einen Arzt, Goldzähne herausbrechen, Leichen verbrennen oder als Rohstoff für die Kriegsindustrie verwerten. «Aus dem Fett eines menschlichen Körpers lassen sich 17 Riegel Waschseife herstellen, aus seinem Eisengehalt sechs Nägel von je 2 cm Länge, aus dem Lyzerin 15 Kilogramm Dynamit und aus dem Phosphor Zündköpfchen für 800.000 Streichhölzer machen.» rechnete das Vorarlberger Tagblatt vor.
Speziell untersucht wurde die Situation von Valduna-Patienten aus der nahen Schweiz: Obwohl im Dezember 1940 der Schweizer Konsul von Köln und im Januar 1941 der Schweizer Konsul von Bregenz die Schweizerischen Behörden über die bevorstehenden „(Beseitigung der) Insassen von epileptischen und Heil- und Pflegeanstalten auf geheimnisvollem Weg“ und der Möglichkeit, diese in die Schweiz zurückzuholen informierten, geschah vorerst nichts. Das EJPD schrieb vielmehr nach Bregenz, „Die Pfleglinge sollten nicht ohne weiteres nach der Schweiz verbracht werden, sondern wenn möglich in andern deutschen Heilanstalten Aufnahme finden können.“
Es war der Bregenzer Konsul Carl Bitz, der auf eigene Initiative in mehreren Transporten zwischen dem 15. Februar und dem 26. Mai 1941 die 149 Schweizer, 129 aus der Wohltätigkeitsanstalt und 19 aus der Irrenanstalt, zur Rheinbrücke bei Oberriet transportieren ließ und dort Angehörigen oder den Armenbehörden ihrer Gemeinden übergab. Sie stammten aus 13 Kantonen, wovon zu 80 % aus der Zentralschweiz.

### Nachkriegszeit
Mit Kriegsende 1945 wurde wieder eine Nervenabteilung, eine Lungenabteilung und eine Invalidenabteilung eingerichtet, wobei letztere in weiterer Folge Abteilungen für Chirurgie und Orthopädie wurden. Ab 1949 waren wieder Patienten aus dem Kanton Schwyz in der Valduna. Schwyz sparte erneut Pflegekosten, und die Anstalt freute sich, erneut «arme Irre» aus Schwyz aufnehmen und «die guten Beziehungen von früher wieder anknüpfen zu können».
Doch 1959 mahnte der neue Schweizer Konsul aus Bregenz, Carl Lutz, die Heimnahme der Schweizer Patienten an, da die Valduna als «verrufenes Haus» mit zweifelhafter Betreuungsqualität gelte. Und später zitierte er die Vorarlberger Nachrichten, welche die Valduna als «Schreckgespenst»  und als «verwahrlostes Festungsgefängnis», in dem Gitterstäbe neuzeitliche Therapien ersetzten, beschrieben. Gemäß Lutz standen für 400 Patienten nur gerade drei Ärzte bereit. Ob sich die Zentralschweizer Kantone ernsthaft darum kümmerten, ist unklar. Eine eigene gemeinsame psychiatrische Klinik führten die Kantone Schwyz, Uri und Zug erst seit 1983.
In den Jahren 1968 bis 1990 wurden die alten Gebäude abgebrochen und durch Neubauten ersetzt. Das Altarbild aus der 1676 bis 1682 neu erbauten Klosterkirche ziert heute die Kapelle des neuen Krankenhauses. 1993 ist der Name „Landesnervenkrankenhaus Valduna“ in „Landeskrankenhaus Rankweil“ abgeändert worden.

## Abteilungen
Heute werden in diesem Krankenhaus sechs verschiedene Abteilungen geführt:
- Neurologie
- Psychiatrie
- Physikalische Medizin
- Interne Abteilung für Hämatologie und Onkologie
- Krankenpflegeschule
- Radiologie

## Betriebsfeuerwehr
Das Landeskrankenhaus Rankweil verfügt seit 1997 über eine eigene Betriebsfeuerwehr. Die offizielle Gründung erfolgte am 12. Dezember 1997. Bereits zuvor existierte einige Jahre eine Brandschutztruppe. Hauptaufgaben sind der vorbeugende Brandschutz, Suchaktionen nach abgängigen Personen und technische Einsätze.